# Adács
Adács je obec v maďarské župě Heves. V roce 2011 zde žilo 2 718 obyvatel.

## Lokace
Nachází se 11 kilometrů jižně od centra Gyöngyösu. Jeho průměrná nadmořská výška je nižší než 120 metrů nad mořem. Nemá žádný významný vodní tok a je kolem města malý les.
Bezprostředně sousedícími sídly jsou: Karácsond ze severovýchodu, Nagyfüged z východu, Visnek z jihovýchodu, Jászárokhely z jihu, Vámosgyörk ze západu a Gyöngyöshalász ze severozápadu.